# Álgebra sobre um corpo
Uma álgebra sobre um corpo é um espaço vetorial com uma operação binária de multiplicação de vetores, que tem a propriedade distributiva sobre a soma de vetores e associativa quando faz sentido.
Explicitamente:
Seja A um espaço vetorial sobre um corpo K. Se existe uma operação binária de A x A em A (chamada de multiplicação de vetores), A será uma álgebra sobre o corpo K quando:
{\displaystyle \forall x,y,z\in A\ ((x+y)\ z=x\ z+y\ z\ \land \ x\ (y+z)=x\ y+x\ z)\,} (distributividade)
{\displaystyle \forall a,b\in K\ \forall x,y\in A\ ((ax)\ (by)=(ab)\ (xy))\,}
Quando a multiplicação de vetores é associativa:
{\displaystyle \forall x,y,z\in A\ ((x\ y)\ z=x\ (y\ z))\,}
temos uma álgebra associativa. Nesse caso, o conjunto de vetores A com suas operações de soma e produto forma um anel.